# King Hu
King Hu (chinesisch 胡金銓 / 胡金铨, Pinyin Hú Jīnquán, Jyutping Wu4 Gam1cyun4, kantonesisch King Wu; * 29. April 1932 in Peking, China; † 14. Januar 1997 in Taipeh, Taiwan) war ein chinesischer Filmregisseur und Drehbuchautor, der in Hongkong und Taiwan arbeitete.

## Biografie
Hu wurde 1932 in Peking geboren. Die familiäre Wurzeln Hus liegen in Hebei. Sein Großvater war Gouverneur von Henan in der späten Qing-Dynastie. 1949 emigrierte er nach Hongkong. Dort arbeitete Hu zunächst in einer Reihe von verschiedenen Jobs, bevor er 1958 zum Filmstudio Shaw Brothers kam, um zunächst als Setausstatter, Schauspieler, Drehbuchautor und Regieassistent zu arbeiten. Unter anderem wirkte Hu am sehr erfolgreichen Film The Love Eterne (1963) vom Regisseur Li Han-Hsiang mit.
1965 konnte Hu seinen ersten Film als Regisseur verwirklichen: Sons of the Good Earth. Schon sein zweiter Film Das Schwert der gelben Tigerin wurde 1966 ein Riesenhit und gilt noch heute als Kultklassiker des Wuxia-Genres. Dieser Erfolg ermöglichte es Hu Shaw Brothers zu verlassen. 1967 folgte ein weiterer Wuxia-Film: Die Herberge zum Drachentor, gedreht in Taiwan, der ebenfalls sehr erfolgreich war.
1969 begannen die Arbeiten an Ein Hauch von Zen, die erst 1971 abgeschlossen waren. Dieser Film gilt heute als King Hus Meisterwerk und wurde unter anderem beim Cannes Film Festival prämiert. Danach drehte Hu noch weitere Filme, zeitweise sogar mit einer eigenen Produktionsfirma, aber keiner dieser Filme sollte an die Erfolge seiner drei Wuxia Filme Das Schwert der gelben Tigerin, Die Herberge zum Drachentor und Ein Hauch von Zen anknüpfen, trotz teilweise wohlwollender Kritiken.
1990 versuchte King Hu ein Comeback im Wuxia-Genre mit dem Film Meister des Schwertes (internationaler Titel Swordsman). Nach einem Zerwürfnis mit dem Produzenten des Films Tsui Hark verließ er jedoch die Produktion, so dass der Film ohne ihn fertiggestellt werden musste. Trotzdem wird Hu in den Credits von Meister des Schwertes mitgenannt.
Die letzten zehn Jahre seines Lebens verbrachte Hu in Los Angeles. 1997 starb er bei den Vorbereitungen eines neuen Filmprojekts in Taipei an einem Schlaganfall.

## Stil und Einfluss
Die frühen Wuxia-Filme von King Hu, die heute als Kultklassiker gelten, hatten und haben einen großen Einfluss auf das ostasiatische Kino. Schon Das Schwert der gelben Tigerin, obwohl noch weitgehend im damaligen Shaw-Brothers-Stil, enthielt für Hu typische Elemente. Aber erst in Die Herberge zum Drachentor und dann in Ein Hauch von Zen konnte Hu diese voll entfalten und damit das Wuxia-Genre revolutionieren. Die Kampfszenen dieser Filme erreichten eine damals nicht gekannte Intensität. Sie waren einerseits durch ihre größere Härte realistischer, aber andererseits durch rasanten Schnitt, bewegte Kamera, Einsatz von Wireworks und atemberaubende Choreografien betonten sie auch die übernatürlichen Fähigkeiten der Kämpfer. Inspiriert von den Traditionen der Chinesischen Oper betrachtete Hu den Kampf als eine Art Tanz. So wurde Cheng Pei-pei für Das Schwert der gelben Tigerin wegen ihrer tänzerischen Ausbildung gecastet. Ein Beispiel einer solchen Kampfszene ist der berühmte Kampf im Bambuswald in Ein Hauch von Zen.
Eine weitere Besonderheit war der Einsatz weiblicher Helden, die sich als Kämpfer gleichberechtigt in der Männerwelt bewegten und bei aller Härte nie ihre Weiblichkeit verloren. So verwundert es nicht, dass Hu als der Entdecker von drei der größten „Swordswoman“-Darstellerinnen des Hongkong-/Taiwan-Kinos gilt: Cheng Pei-pei (Das Schwert der gelben Tigerin), Polly Kuan (Die Herberge zum Drachentor) und Hsu Feng (Ein Hauch von Zen).
Auch kennzeichneten Hus Filme den Einfluss buddhistischer Ideen. Besonders Raining in the Mountain und Legend of the Mountains sind von religiösen Themen geprägt.
Praktisch alle modernen Wuxia-Filme könnte man als von Hu beeinflusst betrachten, wie zum Beispiel Tiger and Dragon und House of Flying Daggers.

## Filmografie (Auswahl)
- 1965: Sons of the Good Earth (大地兒女 1965)
- 1966: Das Schwert der gelben Tigerin / Come Drink with Me (大醉俠 1966)
- 1967: Die Herberge zum Drachentor / Dragon Gate Inn (龍門客棧 1967)
- 1970: Anger (Episode In The Four Moods) (喜怒哀樂之‘怒’ 1970)
- 1971: Ein Hauch von Zen / A Touch of Zen (俠女 1971)
- 1973: The Fate of Lee Khan (迎春閣之風波 1973)
- 1975: Die Piratenbande des weißen Tigers / The Valiant One (忠烈圖 1975)
- 1979: Regen in den Bergen / Raining in the Mountain (空山靈雨 1979)
- 1979: Legend of the Mountains (山中傳奇 1979)
- 1981: The Juvenizer (終身大事 1981)
- 1983: All the King’s Men (天下第一, 1983)
- 1983: The Wheel of Life (Episode) (大輪迴之‘第一世’ 1983)
- 1990: Meister des Schwertes / The Swordsman (笑傲江湖, 1990)
- 1991: Painted Skin (畫皮之陰陽法王 1991)

Quelle: Hong Kong Movie Database